# Unión Musical Ediciones
L'Unión Musical Ediciones (en espagnol souvent UME) est une société d'édition musicale créée à Bilbao en 1900 sous le nom de Casa Dotesio S.A.
Comme son catalogue grandit, elle devint Union Musical Española, S.A. ce qui devint rapidement synonyme de la musique classique espagnole du XXe siècle avec des compositeurs comme Granados, Vives, Turina, Rodrigo, Ernesto, Rodolfo y Cristóbal Halffter, Federico Mompou, Toldrá, Oscar Esplá, Jesús Guridi et d'autres encore. Achetée par le groupe Music Sales en 1990, elle devint Unión Musical Ediciones S.L.